# Alfredo Encalada
Alfredo Encalada (Guayaquil, Provincia de Guayas, Ecuador, 4 de septiembre de 1957) es un exfutbolista, entrenador y comentarista deportivo ecuatoriano.

## Trayectoria

### Como futbolista
Se inició como futbolista en Liga de Quito desde los 12 años; debutó con el primer plantel en 1975 a los 17 años, coronándose campeón del Campeonato Ecuatoriano y dónde se mantuvo hasta 1979.
En 1980 pasa al Deportivo Quito, club con el que disputó la Copa Libertadores de 1989 jugando un total de ocho partidos. Finalmente por varias polémicas en aquel equipo le puso fin a su carrera futbolística en 1991, tras llevar 16 años de actividad deportiva.

### Como entrenador
En los inicios de su carrera como entrenador fue asistente técnico de Dusan Dráskovic, Francisco Maturana y Hernán Darío Gómez en la Selección de fútbol de Ecuador tanto en divisiones juveniles como en la de mayores.
En el 2001 debutó como primer entrenador dirigiendo al CD Dragón de Honduras. En el 2004 es contratado como el entrenador del Delfín, equipo que abandona en la temporada siguiente para firmar por el Técnico Universitario donde estuvo hasta el 2006. 
En el 2011 es anunciado como el nuevo estratega de Aucas que militava en la Segunda Categoría de Ecuador en su afán de conseguir el ascenso a la Serie B, pero dicho objetivo no se lograría ya que el equipo decayó en un declive futbolístico por malos resultados, esto provocó molestias en sus hinchas que llevaron a la salida del entrenador en 2012.

## Selección nacional
Como futbolista formó parte de la Selección de fútbol de Ecuador en dos ocasiones, con la cual participó en la Copa América de 1983.

### Participaciones en Copa América
| Campeonato        | Sede          | Resultado    | Partidos | Goles |
| ----------------- | ------------- | ------------ | -------- | ----- |
| Copa América 1983 | Sin sede fija | Primera fase | 2        | 0     |

## Clubes

### Como futbolista
| Club            | País    | Año       |
| --------------- | ------- | --------- |
| Liga de Quito   | Ecuador | 1975-1979 |
| Deportivo Quito | Ecuador | 1980-1991 |

### Como entrenador
| Club                  | País     | Año       |
| --------------------- | -------- | --------- |
| CD Dragón             | Honduras | 2001-2002 |
| Delfín                | Ecuador  | 2004      |
| Técnico Universitario | Ecuador  | 2005-2006 |
| Aucas                 | Ecuador  | 2011-2012 |

## Palmarés

### Como futbolista

#### Campeonatos nacionales
| Título             | Club          | País    | Año  |
| ------------------ | ------------- | ------- | ---- |
| Serie A de Ecuador | Liga de Quito | Ecuador | 1975 |

## Vida personal
En 1997 inició su carrera como comentarista deportivo al ser invitado por radio Sonorama para que explicara sistemas tácticos del fútbol; en aquella etapa también estuvo en la Televisión. Actualmente forma parte de la plantilla de docentes del Instituto Superior Tecnológico de Fútbol de Quito. Tiene un hijo de nombre Alfredo Encalada que también es entrenador.